# UFC 102
UFC 102: Couture vs. Nogueira（ユーエフシー・ワンオートゥー：クートゥア・ヴァーサス・ノゲイラ）は、アメリカ合衆国の総合格闘技団体「UFC」の大会の一つ。2009年8月29日、オレゴン州ポートランドのローズ・ガーデン・アリーナで開催された。
本大会はUFC初のオレゴン州大会であり、メインイベントでは元UFC世界ヘビー級王者ランディ・クートゥアと元同級暫定王者アントニオ・ホドリゴ・ノゲイラによるヘビー級戦が行われた。

## 大会概要
メインイベントではノゲイラがクートゥアを3-0の判定で下し、ヘビー級タイトルマッチへ前進した。また、第3試合で開始7秒でKO勝ちしたトッド・ダフィーはドン・フライ（UFC 8）及びジェームス・アーヴィン（UFC Fight Night: Florian vs. Lauzon）の有する最短KO記録（開始8秒）を13年振りに更新し、UFC史上最短KO記録を樹立した。
キャリア5戦全勝のトッド・ダフィーがUFCデビュー。

### カード変更
その他、予定されていたカイル・キングスベリー対ラザク・アルハッサンの試合は後発のUFC 104へ延期され、負傷したマット・ハミルに替わってクシシュトフ・ソシンスキーが出場した。

## 試合結果

### プレリミナリィカード
第1試合 ライト級 5分3R
○  エヴァン・ダナム vs.  マーカス・アウレリオ ×
3R終了 判定2-1（29-28、28-29、30-27）
第2試合 ミドル級 5分3R
○  マーク・ムニョス vs.  ニック・カトーネ ×
3R終了 判定2-1（28-29、30-27、29-28）
第3試合 ヘビー級 5分3R
○  トッド・ダフィー vs.  ティム・ヘイグ ×
1R 0:07 KO（左ストレート→パウンド）
第4試合 ヘビー級 5分3R
○  ガブリエル・ゴンザーガ vs.  クリス・タッチシェラー ×
1R 2:27 TKO（レフェリーストップ：パウンド）
第5試合 ヘビー級 5分3R
○  マイク・ルソー vs.  ジャスティン・マッコーリー ×
3R終了 判定3-0（29-28、30-26、30-27）
第6試合 ミドル級 5分3R
○  アーロン・シンプソン vs.  エド・ハーマン ×
2R 0:17 TKO（レフェリーストップ：左膝の負傷）

### メインカード
第7試合 ライトヘビー級 5分3R
○  ブランドン・ヴェラ vs.  クシシュトフ・ソシンスキー ×
3R終了 判定3-0（30-27、30-27、30-27）
第8試合 ミドル級 5分3R
○  ネイサン・マーコート vs.  デミアン・マイア ×
1R 0:21 KO（右ストレート）
第9試合 ミドル級 5分3R
○  ジェイク・ロショルト vs.  クリス・リーベン ×
3R 1:20 TKO（レフェリーストップ：肩固め）
第10試合 ライトヘビー級 5分3R
○  チアゴ・シウバ vs.  キース・ジャーディン ×
1R 1:35 TKO（レフェリーストップ：左フック→パウンド）
第11試合 ヘビー級 5分3R
○  アントニオ・ホドリゴ・ノゲイラ vs.  ランディ・クートゥア ×
3R終了 判定3-0（30-27、30-27、29-28）

### 各賞
ファイト・オブ・ザ・ナイト： アントニオ・ホドリゴ・ノゲイラ vs. ランディ・クートゥア
ノックアウト・オブ・ザ・ナイト： ネイサン・マーコート
サブミッション・オブ・ザ・ナイト： ジェイク・ロショルト
各選手にはボーナスとして60,000ドルが支給された。